# Regla de las fases de Gibbs
En química y termodinámica, la regla de las fases de Gibbs describe la relación algebraica que existe entre el número de grados de libertad (L) o variables independientes termodinámicas en un sistema cerrado en equilibrio (como, por ejemplo, la presión o la temperatura), el número de fases en equilibrio (F) y el número de componentes químicos (C) del sistema. Esta regla establece la relación entre esos 3 números enteros dada por:
| Símbolo           | Nombre                         |
| ----------------- | ------------------------------ |
| {\displaystyle L} | Grados de libertad             |
| {\displaystyle C} | Número de componentes químicos |
| {\displaystyle F} | Número de fases en equilibrio  |

La regla de las fases de Gibbs fue derivada de los principios de la termodinámica por Josiah Willard Gibbs en 1875.

## Deducción
Las variables (intensivas) necesarias para describir el sistema son la presión (+1), la temperatura (+1) y las fracciones molares relativas de los componentes en cada fase (+F(C-1)) de cada uno de los componentes de cada fase, eso nos da un número máximo de grados de libertad m = F(C-1)+2 para un sistema cualquiera.
La condición termodinámica importante es que en equilibrio termodinámico el cambio de la energía libre de Gibbs cuando se producen pequeñas transferencias de masa entre las fases es cero. Esa condición equivale a que el potencial químico de cada componentes sea el mismo en todas las fases, eso impone r = C(F-1) restricciones o ecuaciones más para un sistema en equilibrio. También se puede decir que los grados de libertad del sistema son el número de variables intensivas que pueden ser variadas independiente y arbitrariamente manteniendo el mismo número de fases.
La regla de Gibbs para el equilibrio afirma precisamente que L = m - r = C - F +2. A partir de esta ecuación se puede despejar cualquier término de la igualdad.